# Hella Katz
Hella Katz, nata Helene Katz (Leopoli, 20 settembre 1899 – Darlington, 20 gennaio 1981) è stata una fotografa austriaca.

## Biografia
Nel 1899, Leopoli, era parte del Regno di Galizia e Lodomiria, sottoposto alla monarchia asburgica. Il suo nome al tempo era in austriaco Lemberg, in seguito assunse il nome polacco di Lwów. Infine quello ucraino di Lviv. Qui nacque Hella Katz da una famiglia ebrea che, nel corso della prima guerra mondiale, a causa dell'avanzata russa, fuggì con la famiglia stabilendosi a Vienna. Già nel 1915 si iscrisse all'istituto che poi diverrà Höhere Graphische Bundes-Lehr- und Versuchsanstalt, laureandosi nel 1920. Dopo aver ottenuto la licenza commerciale nel 1922, qualche tempo dopo aprì il suo studio fotografico.
Quello fu un periodo favorevole per le donne che decisero di lavorare, dal momento che scarseggiavano i lavoratori in ogni settore e molte erano le aziende e le ditte senza o con scarso personale. Le donne ebbero notevoli facilitazioni, ad esempio, nel settore dell'arte, della danza, del cinema, della fotografia e della nascente radio, oltre a quello del teatro, sempre in voga. In questo periodo, Katz fu essenzialmente una ritrattista con un album di foto di personaggi di rilievo sociale e artistico. Oltre ai ritratti si occupò anche di nudo e di foto di danza moderna. Negli anni Trenta Katz fu una delle fotografe più note di Vienna, partecipando a numerose mostre. Tra i suoi studenti: Elly Niebuhr, Hans Popper (1904–1993), Anton Josef Trčka (1893-1940).
Con l'annessione dell'Austria da parte dei nazisti nel 1938 (Anschluss) a Hella fu concesso di continuare con la sua attività di insegnamento. Proseguì sia ad insegnare che a fare ritratti agli ebrei emigranti fino alla notte dei cristalli, senza alcuna sorveglianza. Terminato questo periodo, dovette chiudere la sua attività, cedere i locali ed emigrare. Arrivò a Londra il 21 marzo 1939. Secondo quanto scrisse in un rapporto redatto nel luglio dello stesso anno dal burocrate nazista Franz Jungwirth, l'ex studio di Katz conteneva solo qualche macchina fotografica e qualche accessorio di scarso valore. Il suo archivio fotografico era andato smarrito oppure trafugato.
Nel 1948 sposò il tabaccaio Ronald Lowis di Shildon. Il marito era molto impegnato nella locale chiesa metodista e da quel momento anche lei prestò molto del suo tempo al lavoro presso la chiesa e solo raramente tornò a dedicarsi alla fotografia partecipando a qualche concorso nella contea di Durham. 
Nel 2012, il Jewish Museum di Vienna espose una mostra, Vienna's Shooting Girls: Jewish Women Photographers from Vienna, cioè una esposizione molto particolare che voleva presentare le opere di quaranta fotografe ebree poiché i ¾ degli studi fotografici viennesi negli anni fra le due guerre erano gestiti o comunque vi lavoravano donne ebree. In particolare in mostra, tra le altre, vi erano lavori di: Trude Fleischmann, Dora Kallmus, Hella Katz, Hilde Zipper-Strnad, Claire Beck Loos, Edith Tudor-Hart.